# Dresdner Striezelmarkt

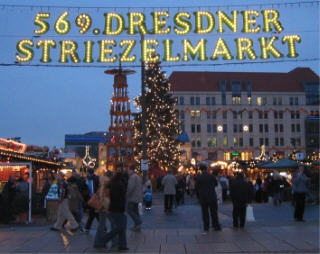
Dresdner Striezelmarkt 2003

Dresdner Striezelmarkt i Dresden är en av Tysklands äldsta julmarknader. Den nämndes första gången 1434 då  Fredrik den saktmodige var kurfurste av Sachsen, då den hölls på måndagen före jul vid Altmarkttoget. Genom århundradenas lopp har marknaden utvecklats till ett stort evenemang, med 250 stånd, som tar upp en stor del av och pågår under hela adventsperioden. I dag kommer årligen cirka 2 miljoner besökare från jordens alla hörn.
Namnet Striezelmarkt kommer från Strüzel eller Stroczel, kommer från en typ av julfruktkaka som säljs på marknaden, Stollen eller Christstollen. De som tillverkas i Dresden utmärker sig genom ett speciellt sigill där August den starke avbildas. Kakans utformning är tänkt att påminna om ingången till en gruvtunnel, som en symbol för stadens gruvhistoria.
I mitten står en 20 meter hög gran, som kommer från närliggande Tharandtskogen, och dekoreras med ljus. I utkanterna finns ett målat sagoslott, som fungerar som en stor adventskalender. En dörr öppnas varje dag, och följs av en dockteater, och på fredagarna dyker "Jultomten" själv upp.